# Наджиб Мікаті
Наджиб Азмі Мікаті (араб. نجيب عزمي ميقاتي; (24 листопада 1955 , Триполі ) — ліванський політик і бізнесмен, а також тричі прем'єр-міністр Лівану — 13 червня 2011 — 15 лютого 2014, 19 квітня 2005 — 19 липня 2005 та 10 вересня 2021 — 13 січня 2025. Він також обіймав посаду міністра громадських робіт і транспорту з 6 грудня 1998—2003.
Мікаті був близький до сирійського уряду і керував кількома телекомунікаційними проектами в Сирії та Лівані.

В 2005 році він очолив тимчасовий уряд, який контролював парламентські вибори після виведення сирійських військ.
В 2011 році він сформував свій другий уряд за підтримки Альянсу 8 березня
,
перш ніж пішов у відставку в 2013 році.
Був членом парламенту від Триполі 2000—2005 роках і був переобраний в 2009 і 2018.
У липні 2021 року його втретє призначили прем'єр-міністром.

За версією Forbes, він є найбагатшою людиною у Лівані, в 2021 році його статки становили 2,5 мільярда доларів.

Його багаторазово звинувачували в корупції та у незаконному отриманні доходів.

## Раннє життя та освіта
Мікаті народився 24 листопада 1955

і походить із відомої мусульманської сім'ї сунітів, яка проживає у Триполі.

Закінчив Американський університет у Бейруті в 1980 році та здобув ступінь магістра ділового адміністрування (MBA).

Також відвідував програму літньої школи у Гарварді та престижну французьку бізнес-школу INSEAD
.

## Бізнес
В 1979 році старший брат Наджиба Таха Мікаті заснував «Arabian Construction Company» (ACC) зі штаб-квартирою в Абу-Дабі, яка стала однією з найбільших будівельних компаній на Близькому Сході.

Наджиб Мікаті разом зі своїм братом Тахою заснував телекомунікаційну компанію MTN Group в 1982 році.
У червні 2006 року він продав компанію південноафриканській MTN Group за 5,5 мільярдів доларів.

Таха і Наджиб Мікаті зберегли свої інші операційні підрозділи, що контролюються холдинговою компанією M1 Group.
Йому належить 79-метрова моторна яхта Mimtee.

## Політична кар'єра
Після призначення міністром громадських робіт і транспорту 4 грудня 1998 року Мікаті був обраний до ліванського парламенту від свого рідного міста Триполі в 2000 році, випередивши Омара Карамі, який був обраний від того ж багатомандатного виборчого округу.
Будучи парламентарем, Мікаті зберіг свою посаду в кабінеті міністрів і здобув репутацію помірно просирійського політика з нормальними відносинами з президентом Сирії Башаром Асадом.
Пізніше Мікаті був призначений міністром транспорту і став союзником тодішнього президента Лівану Еміля Лахуда, підтримавши продовження його повноважень в 2004
.

## Перше прем'єрство
У переговорах щодо формування уряду, Мікаті став консенсусним кандидатом.

Незважаючи на свою близькість до Сирії, його готовність йти на компроміс і свою обіцянку звільнити керівників сил безпеки, яких багато ліванців, підозрювали в причетності до вбивства колишнього прем'єр-міністра Рафіка Харірі 14 лютого 2005 року, принесла йому підтримку анти-сирійської опозиції, на противагу сильно про-сирійської позиції міністра оборони, Абдул Рахім Мурад.
«Ми будемо символом поміркованості та національної єдності», заявив Мікаті після присяги у Президентському палаці в Баабді .
Він був призначений прем'єр-міністром президентом Емілем Лахудом 15 квітня 2005 року після отставки Омара Карамі, який пішов у відставку після семи тижнів невдалих спроб формування консенсусного уряду.
Він обіймав цю посаду протягом трьох місяців, передавши 19 липня 2005 року цю посаду Фуад Синьйора.

### Відставка
Пріоритетним завданням Мікаті була підготовка Лівану до парламентських виборів, які планувалося провести до 31 травня 2005 року.
За конституцією Лівану уряд має бути затверджений до початку виборів, і опозиційні політики звинуватили президента Лахуда та колишнього прем'єр-міністра Карамі у перешкоджанні формуванню уряду, щоб зірвати вибори, які антисирійські партії вважали, що зможуть виграти.
Уряду Мікаті вдалося організувати вибори, що виграла опозиція, а саме Рух 14 березня, що здобув 72 зі 128 місць у Національних Зборах Лівану.

## Друге прем'єрство
25 січня 2011 року в парламенті Лівану 68 депутатів підтримали кандидатуру Мікаті на посаду прем'єр-міністра.
Президент Лівану Мішель Сулейман, доручив Мікаті сформувати та очолити новий кабінет ліванського уряду.
В результаті тривалих консультацій цей уряд був затверджений і розпочав роботу 13 червня 2011 року.
Нормальній роботі уряду заважала Громадянська війна, що почалися в Сирії.
На ґрунті конфлікту в Сирії Ліван розділився на два табори: прихильників режиму Башара Асада та його супротивників.
Прем'єр-міністр Лівану Наджиб Мікаті офіційно оголосив у п'ятницю 22 березня 2013 року про відставку свого кабінету

Мікаті зазначив, що ухвалив рішення про відставку під впливом подій у своєму рідному місті Триполі, де точились бої.

## Третє прем'єрство
27 липня 2021 президент Мішель Аун доручив Мікаті формування нового уряду (прем'єр-міністр Хасан Діаб подав у відставку у серпні 2020 року, але Мустафа Адіб і Саад Харірі не змогли сформувати уряд)
.
10 вересня 2021 року президент та Мікаті у присутності спікера парламенту Набіха Беррі підписали указ про формування кабінету , що налічує 24 міністра-технократи, які не представляють партії.
20 вересня парламент проголосував за довіру уряду 85 голосами проти 15
.
13 січня 2025 року Мікаті оголосив про свою відставку, оскільки 85 зі 128 депутатів обрали Навафа Салама прем'єр-міністром.